# 建初 (高昌)
建初（489年—496年）是高昌国王張孟明的年號，共計8年。新疆出土文物有「建初二年歲在庚午（490年）「建初七年十二月十二日太歲〔乙〕亥（495年）」字樣可証。一說是阚首归的年號，共计3年。该年号被认为是阚氏的最后年号，

## 纪年
| 建初 | 元年  | 二年  | 三年  | 四年  | 五年  | 六年  | 七年  | 八年  |
| ---- | ----- | ----- | ----- | ----- | ----- | ----- | ----- | ----- |
| 公元 | 489年 | 490年 | 491年 | 492年 | 493年 | 494年 | 495年 | 496年 |
| 干支 | 己巳  | 庚午  | 辛未  | 壬申  | 癸酉  | 甲戌  | 乙亥  | 丙子  |

## 參看
- 中国年号索引
  - 其他使用建初年號的政權
- 同期存在的其他政权年号
  - 永明（483年正月—493年十二月）：南朝齊齊武帝萧赜的年号
  - 建武（494年十月—498年四月）：南朝齊齊明帝蕭鸞的年號
  - 太和（477年正月-499年十二月）：北魏政权北魏孝文帝元宏年号